# RNAS Yeovilton
RNAS Yeovilton eller Yeovilton Airport är en flygplats i Storbritannien.   Den ligger i grevskapet Somerset och riksdelen England, i den södra delen av landet, 180 km väster om huvudstaden London. RNAS Yeovilton ligger 22 meter över havet.
Terrängen runt RNAS Yeovilton är huvudsakligen platt, men österut är den kuperad. Runt RNAS Yeovilton är det ganska tätbefolkat, med 86 invånare per kvadratkilometer. Närmaste större samhälle är Yeovil, 7,5 km söder om RNAS Yeovilton. Trakten runt RNAS Yeovilton består till största delen av jordbruksmark.